# Troublez-moi ce soir
Pour plus de détails, voir Fiche technique et Distribution.
Troublez-moi ce soir (Don't Bother to Knock) est un film américain réalisé par Roy Ward Baker, sorti en 1952.

## Synopsis
Dans un hôtel à New York, une femme, Lyn, semble attendre un homme. Il s'avère qu'elle est la chanteuse du bar de cet hôtel et entonne une chanson romantique pour la clientèle. Dans sa chambre du même hôtel, Jed relit une lettre de rupture. Lyn et Jed étaient ensemble.
Nell arrive à l'hôtel car son oncle Eddie, qui y est liftier, lui a trouvé un emploi de baby sitter pour la soirée. Elle va prendre soin de la petite Bunny pendant que ses parents sortent. Jed descend écouter Lyn. Ils discutent et Lyn lui reproche notamment son caractère froid et cynique: elle confirme qu'ils doivent se séparer. Au même moment, Nell a un comportement peu conforme car elle fouille dans les affaires de la mère de la petite - maintenant couchée - et essaye même des bijoux.
Retourné dans sa chambre, Jed aperçoit par la fenêtre une belle jeune femme également cliente de l'hôtel. C'est Nell. Ils entrent en contact par téléphone. Eddie la surprend portant un déshabillé de la mère absente ainsi que des bijoux. Il la somme de tout remettre en place.
Jed, avec sa bouteille de Bourbon, vient frapper à la porte de Nell. Avant qu'elle n'ouvre, on peut apercevoir de bizarres traces sur ses deux poignets... Leur rencontre se développe sur un ton étrange où l'on apprend que Nell a perdu pendant la guerre son fiancé, pilote, mais cela finit par un baiser tout de même puisque Jed mentionne qu'il est pilote d'avion lui aussi. Ils sont surpris par la petite fille qui ne dormait pas. Cette apparition éveille quelques soupçons chez Jed qui croyait Nell seule et, ensuite, une tragédie est même évitée.
Les parents, insouciants, sont toujours à leur soirée.
Découvrant des cicatrices aux poignets de Nell, Jed n'a plus aucun doute: il vaut mieux qu'il s'en aille rejoindre Lyn. Mais Eddie arrive et assène à sa nièce un « Je pensais que tu allais mieux » assez révélateur. La situation s'envenime et l'oncle prend un coup. Des clients de l'hôtel viennent s'enquérir si quelque chose ne va pas mais Nell les rassure. Elle le peut : la jolie petite fillette, pour qu'elle ne crie pas, est attachée, baillonnée sur son lit avec ses chevilles et ses poignets qui sont ligotés plus un morceau de tissu dans sa petite bouche pour la baillonner  et un deuxième tissu pour maintenir le premier en place ce qui doit crée une sentation d'étonnement pour elle étant donné qu'elle n'était pas prêt à être kidnappée par sa gentille Baby-siter, elle ne peut plus crier ni parler et est maintenant une jolie petite demoiselle en détresse. Jed part à son rendez-vous. Quelques minutes plus tard arrive la maman qui découvre sa fille kidnapée, ficélée, et baillonnée ce qui la met dans tout ses états. Jed revient juste à temps pour séparer la mère et Nell qui se battent puis ils libèrent la fillette des ses cordes et de son baillon qui est un"cleave gag", la jeune enfant dit seulement un petit "maman" sous une petite voix aïgue, se rappelant le mauvais gout du baillon dans sa bouche en traitement qu'elle a subie.
Nell profite d'un moment d'inattention pour s'échapper. À la réception de l'hôtel, elle trouve des lames de rasoir. On peut craindre alors le pire mais Jed, de nouveau et en présence de Lyn, sauve la situation. Il n'est pas la brute que Lyn s'imaginait et ils partent boire un verre ensemble alors que la police emmène Nell vers un hôpital qui pourra la traiter.

## Fiche technique
- Titre original : Don't Bother to Knock
- Réalisation : Roy Baker
- Scénario : Daniel Taradash, d'après le roman Mischief (1950) de Charlotte Armstrong
- Image : Lucien Ballard
- Musique : Lionel Newman
- Son : Bernard Freericks, Harry M. Leonard
- Montage : George A. Gittens
- Direction artistique : Richard Irvine et Lyle R. Wheeler
- Décorateur de plateau : Paul S. Fox et Thomas Little
- Costumes : Travilla et Charles Le Maire
- Producteur : Julian Blaustein
- Production : 20th Century Fox
- Pays : États-Unis
- Genre : Drame - Thriller
- Format : Noir et blanc - Son : Mono (Western Electric Recording)
- Durée : 76 minutes
- Date de la sortie américaine : 18 juillet 1952
- Dates de sortie :
  - États-Unis : 18 juillet 1952 (New York)
  - États-Unis : 30 juillet 1952 (Los Angeles)

## Distribution
- Richard Widmark : Jed Towers
- Marilyn Monroe : Nell Forbes
- Anne Bancroft : Lyn Lesley

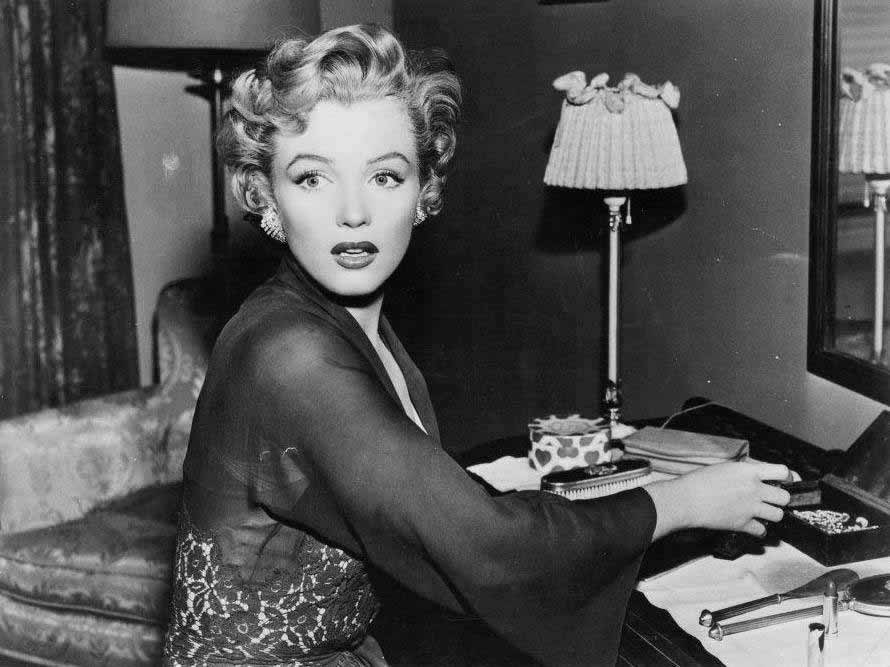
Marilyn Monroe dans une scène du film.

- Donna Corcoran : Bunny Jones, l'enfant
- Jeanne Cagney : Rochelle
- Lurene Tuttle : Ruth Jones
- Elisha Cook Jr. : Eddie Forbes
- Willis Bouchey : Joe, le barman
- Don Beddoe : M. Ballew

## Autour du film

### Divers
- Le scénariste Daniel Taradash écrira en 1953 le script de Tant qu'il y aura des hommes.
- L’expression « Don't Bother to Knock » signifie en français « Entrez sans frapper ».

### Anne Bancroft
Il s'agit du tout premier film d'Anne Bancroft, qui tiendra son plus grand rôle en 1967 dans Le Lauréat (avec Dustin Hoffman). Elle interprète plusieurs chansons dans Troublez-moi ce soir.